# European Masters Games

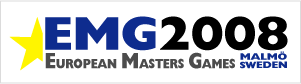
EMG 2008 Logga

European Masters Games är en multisport-tävling för (i huvudsak) personer som är 35 år eller äldre. De allra första spelen kommer att avhållas i Malmö, Sverige 29 augusti – 7 september 2008. European Masters Sports Association (EMSA) är den Europeiska huvudorganisationen som ytterst leder och fördelar spelen. 2008 har Malmö Stad i samarbete med Skånes idrottsförbund tilldelats rätten att arrangera spelen.

## Internationell förankring
De Europeiska spelen står i nära samband med International Masters Games Association (IMGA, arrangören av World Masters Games), som är erkänt av den internationella olympiska kommittén.

## EMG 2008 i Malmö
Vid EMG 2008 kommer drygt 10 000 personer att tävla i ca 28 sporter under de 10 dagar spelen pågår.
Extern länk till tävlingens sida 